# بول تریر

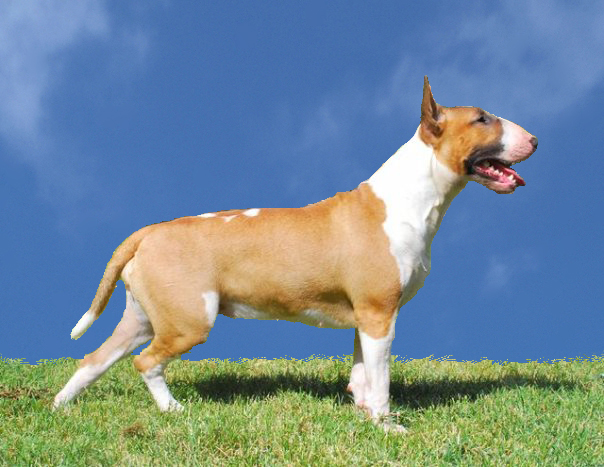
بول تریر، جنس ماده.

بول تریر (به انگلیسی: Bull Terrier)  از نژادهای سگ‌های تریر است.این سگ از نظر صفات بی نظیر است. در بین کارشناسان سگ، این حیوان به شجاعت، قدرت، چابکی و زرنگی، سماجت و سر سختی معروف است. سگی است نترس و پر دل و جرات که به آسانی تربیت پذیر است. علاوه بر این، مهربان، با نشاط و دوست داشتنی است. سگی است فوق العاده جنگجو که از هیچ خطری نمی‌ترسد. سگ باهوش و دلیری است که با یک اشاره و ادای یک کلمه به حمله و دفاع می‌پردازد ولی با اهل خانه مهربان و ملایم است لذا برای امر نگهبانی مناسب می‌باشد.از نظر ویژگی‌های ظاهری دارای بدنی متقارن، اندازه‌ای متوسط، مویی کوتاه، قدرت بدنی بالا، سری نسبتاً بزرگ و گوش‌های تیز می‌باشد. رنگ این سگ کاملاً سفید با یک درخشندگی نقره‌ای یا سفید با تعدادی لکه روی سر است. لکه‌ها باید سیاه، خرمایی یا گندمگون باشند. رنگ‌های دیگر عبارتند از : خرمایی با پیشانی سیاه، قرمز، سیاه با لکه‌های خرمایی یا گندمگون. تقریباً در اکثر موارد تعداد لکه‌های سفید زیاد است. وزن آن‌ها بین ۱۷ تا ۲۶ کیلوگرم است و ارتفاع آن‌ها به ۴۲ تا ۴۲ سانتی متر می‌رسد. دارای چشم‌های ریز سیاه و نافذ می‌باشند. گوش و دم آن‌ها را نباید قطع نمود.«اطفال را خیلی دوست دارند.!»

## نگارخانه

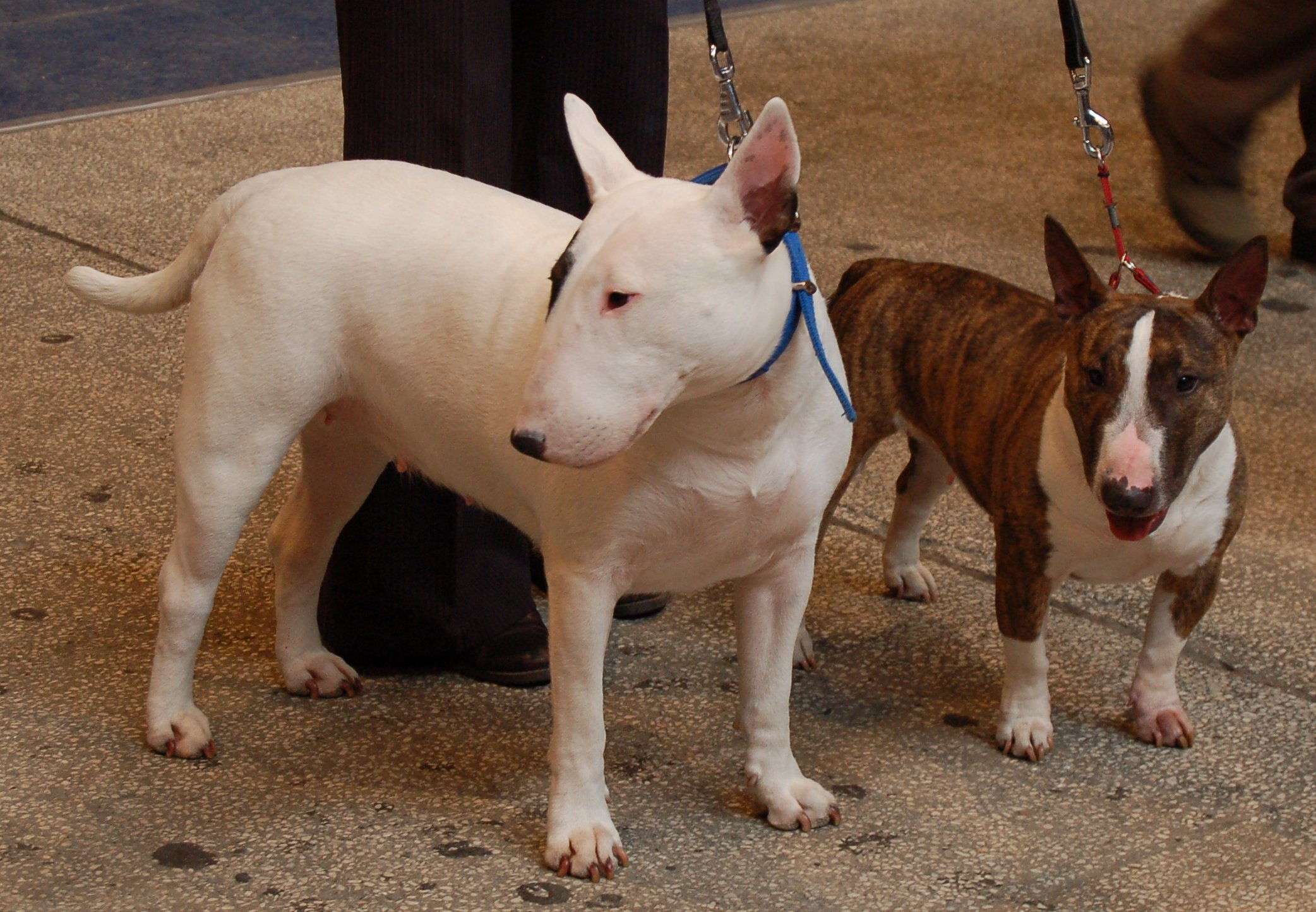
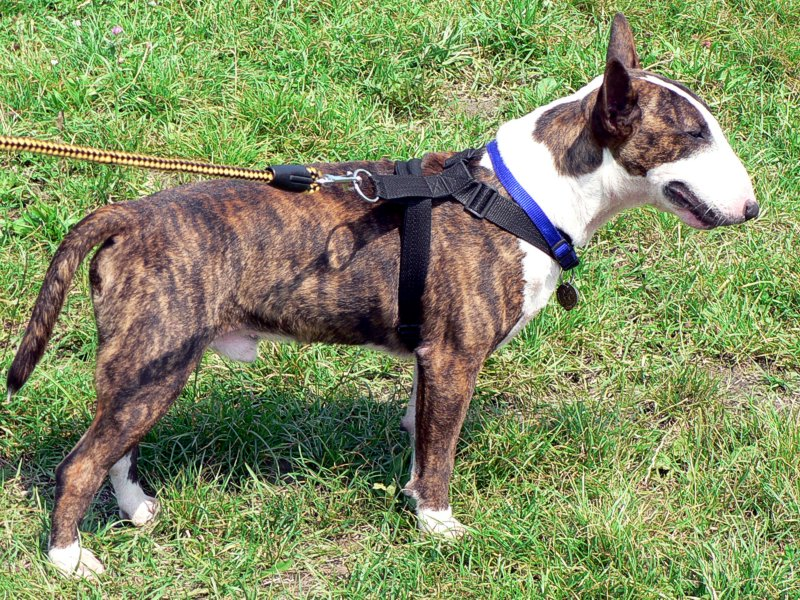
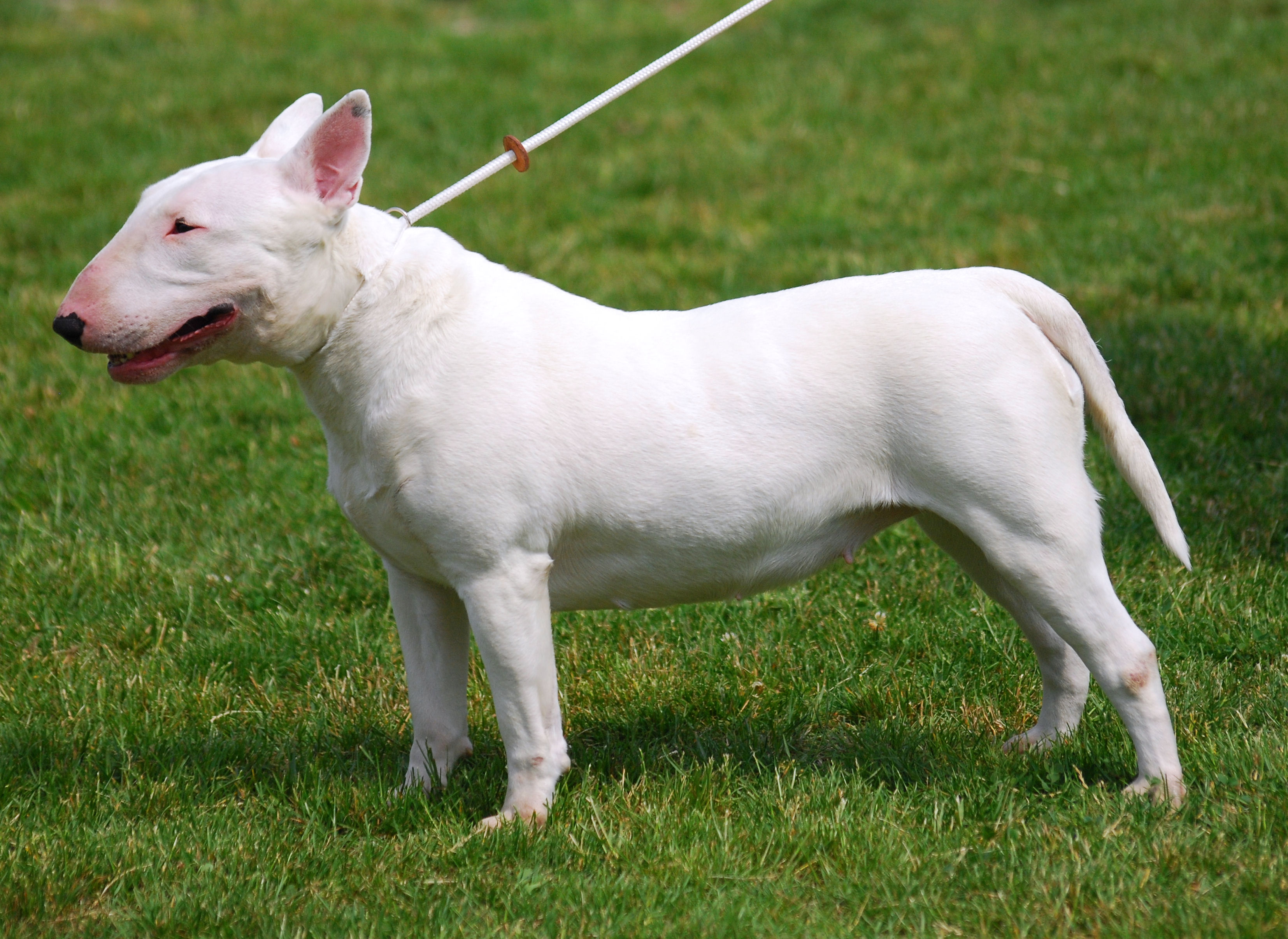
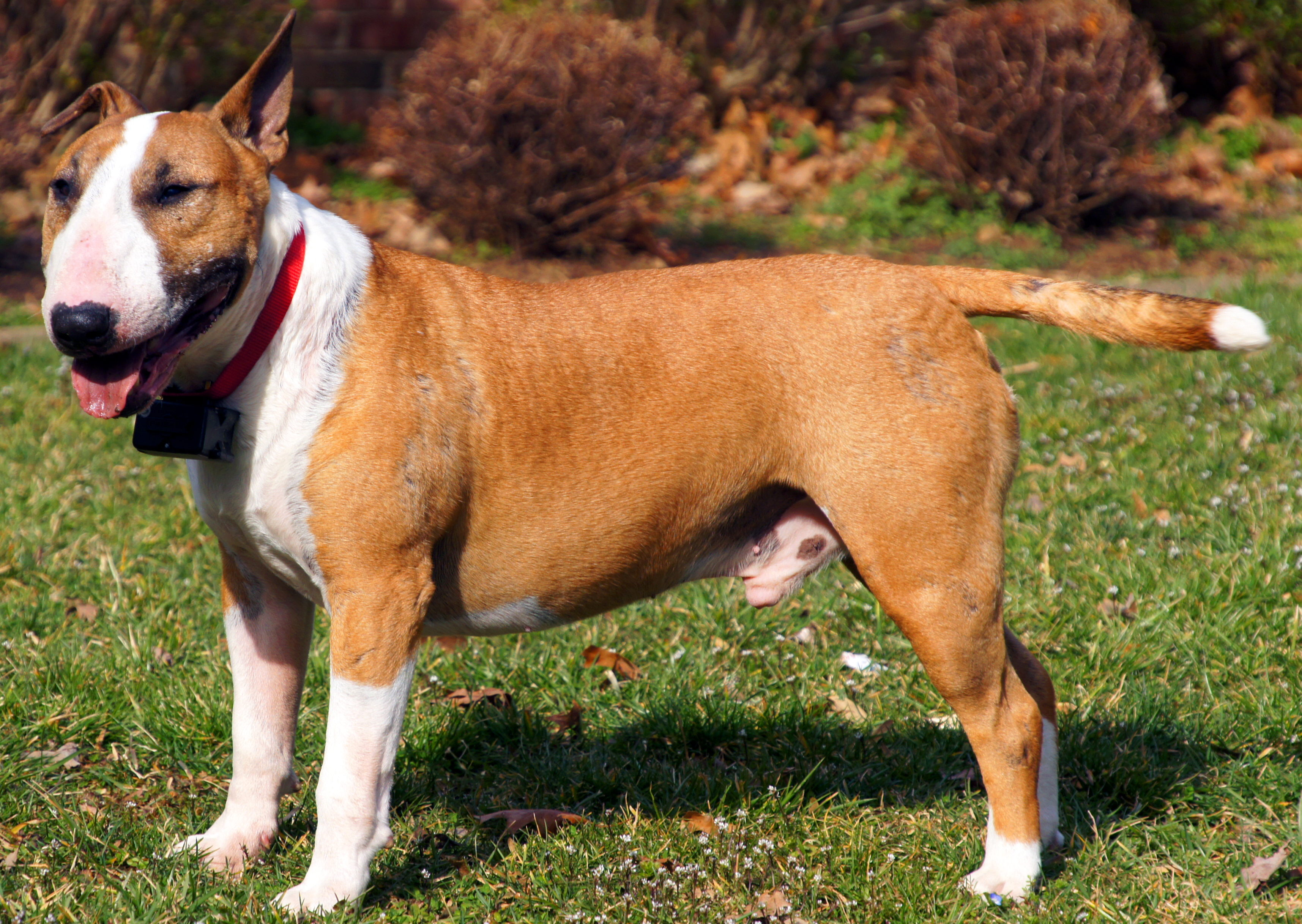
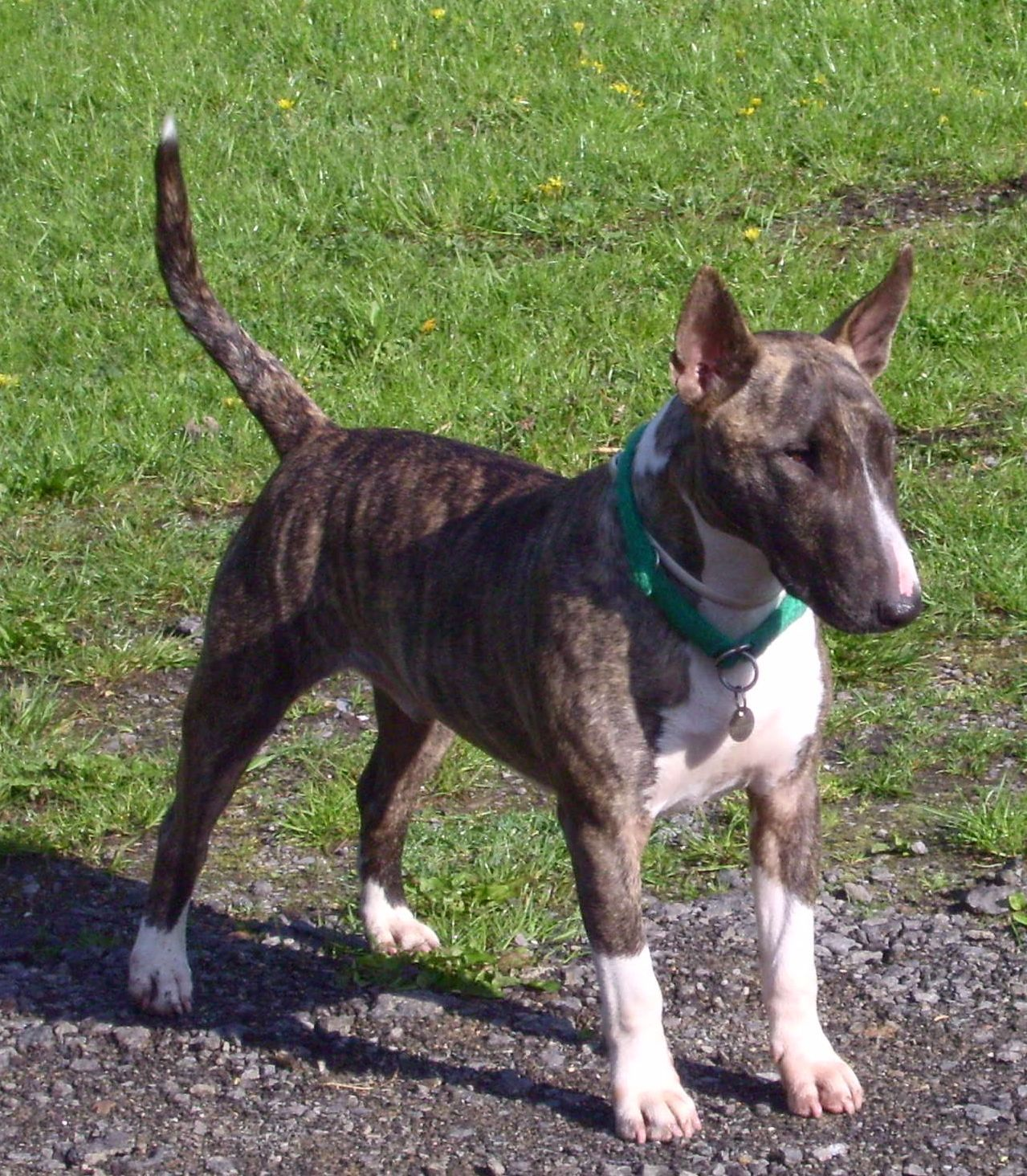